# Obtočník Váhu
Obtočník Váhu je přírodní památka v katastrálním území obce Hrádok v okrese Nové Mesto nad Váhom v Trenčínském kraji na Slovensku. Území bylo vyhlášeno v roce 1983 a jeho rozloha je 1,39 hektaru. Předmětem ochrany je okrouhlík, umožňující poznání vývoje usazenin Váhu po pleistocenním zalednění.